# کایزر شوزه
کایزر شوزه (Keyser Söze) شخصیتی داستانی و ضدقهرمان اصلی در فیلم مظنونین همیشگی (ساختهٔ ۱۹۹۵ میلادی) است که توسط کریستوفر مک کوری، نویسندگی و توسط برایان سینگر، کارگردانی شده‌است. در مقابل هنرمند نرم و ضعیفی مثل راجر وربال کینت (کوین اسپیسی)، شوزه، جنایتکاری بی رحم است که نفوذ و قدرتش شخصیتی اسطوره‌ای و حتی افسانه‌ای را در میان پلیس و سایر جنایتکاران به وجود آورده. اتفاقات پیاپی و پیش روی داستان این دانسته‌ها را غیرقابل اتکا و اعتماد می‌کند و در پایانی غافلگیر کننده، چهره‌نگاره‌ای از پلیس، شوزه و کینت را به عنوان شخصیتی یکسان شناسایی می‌کند. این کاراکتر الهام گرفته شده از قاتلی واقعی با نام جان لیست و فیلم "هیچ راهی به بیرن نیست" است که داستان جاسوسی از طرف سازمان کا.گ. ب را به تصویر می‌کشد.

## اساس و خلق شخصیت
کارگردان، برایان سینگر و نویسنده، کریستوفر مک کوری، در اصل مظنونین همیشگی را ملاقات پنج خلافکار در خط مقدم پلیس، مطرح کردند. در نهایت یک شخصیت قدرتمند و مسئول بر این ملاقات، از جهان زیرزمینی و جنایت، به طرح داستان فیلمنامه اضافه شد. مک کوری این طرح را با ایدهٔ دیگرش بر اساس داستانی واقعی از جان لیست ترکیب کرد. مردی که خانواده خودش را قتل‌عام کرد و سپس به زندگی جدیدی پرداخت. مک کوری، نام شخصیت را بر اساس یکی از سرپرستانش در فرایند فیلم‌سازی انتخاب کرده بود، هرچند که نام خانوادگی آن را تغییر داد. همچنین 'ک اس' هم بر اساس سرواژه نام کوین اسپیسی که نقش را بازی کرد انتخاب شده بود. مک کوری تصمیمش را بر نام شوزه، پس از پیدا کردن این نام در لغتنامه ترکی، گرفت. این نام از اصطلاح "söze boğmak" گرفته شده‌است که به معنی "سخن گفتن زیاد و غیر ضروری و گیج کردن مخاطب" (به معنای واقعی کلمهٔ غرقِ در لغات) است.
طبیعت نیمه افسانه‌ای کایزر شوزه الهام گرفته شده از 'یوری' است، شخصیتی از فیلم جاسوسی و هیجان انگیز هیچ راهی به بیرون نیست، جاسوسی زبانزد که وجودش را کسی نمی‌تواند اثبات کند. شخصیت کینت در اصل به گونه‌ای نوشته نشده بود که به وضوح زرنگ و باهوش باشد، به گفتهٔ مک کوری، نقش او در فیمنامه «ارائه ای از یک ساده لوح» است. اسپیسی و سینگر از پیش در صحنه برداری فیلم دسترسی عمومی با یکدیگر ملاقات داشتند. اسپیسی درخواست نقشی در فیلم بعدی سینگر کرده بود، و مک کوری شخصیت کینت را مشخصاً برای اسپیسی نوشت. بنا به گفتهٔ مک کوری وی می‌خواست که مخاطبین فیلم، کینت را به عنوان نقشی جزئی قلمداد کنند، چنان‌که اسپیسی در آن زمان هنوز شناخته شده نبود. اسپیسی مخفی نگاه داشتن اطلاعاتی توسط کینت را واضح‌تر نمایان کرد، با وجود اینکه عمق درگیری و طبع اسرارش همچنان نامشخص باقی می‌ماند. مک کوری با این تغییرات موافقت خود را گفت، به طوری که کاراکتر را «شگفت‌انگیزتر» می‌کند.